# Apolo y Marsias
Apolo y Marsias es un cuadro del pintor español José de Ribera, pintado en 1637. Es un cuadro de temática mitológica con diversas versiones, algunas de ellas en el Museo Nacional de San Martino y en el Museo Arqueológico de Nápoles. En el cuadro se denotan los antecedentes caravaggistas de Ribera, como cierto tenebrismo y un naturalismo para describir el dolor y el sufrimiento rayando la crueldad. El cuadro está firmado abajo a la derecha (Iusepe de Ribera español, F, 1637).
El tema está tomado del Libro VI de la obra de Ovidio Las metamorfosis y es representado por diversos artistas a través de la historia.

## Descripción
La escena describe el momento en el que el dios Apolo desuella al sátiro Marsias tras perder el concurso de música al que había retado al dios. Las musas tenían que juzgar pero siempre empataban en su interpretación, hasta que Apolo introdujo la necesidad de cantar mientras se tocaba, algo que él podía hacer pues su instrumento era una lira mientras que para Marsias era imposible pues él tocaba el aulos. Como castigo, Marsias es colgado en un árbol y despellejado vivo, mientras mira al espectador como suplicando su intervención  o ayuda. Por el contrario, el dios es representado casi de una forma idealizada y serena, complacido por su triunfo y acción posterior. La temática es algo cruda, propia de la pintura de Ribera.